# كورنيش أبو ظبي

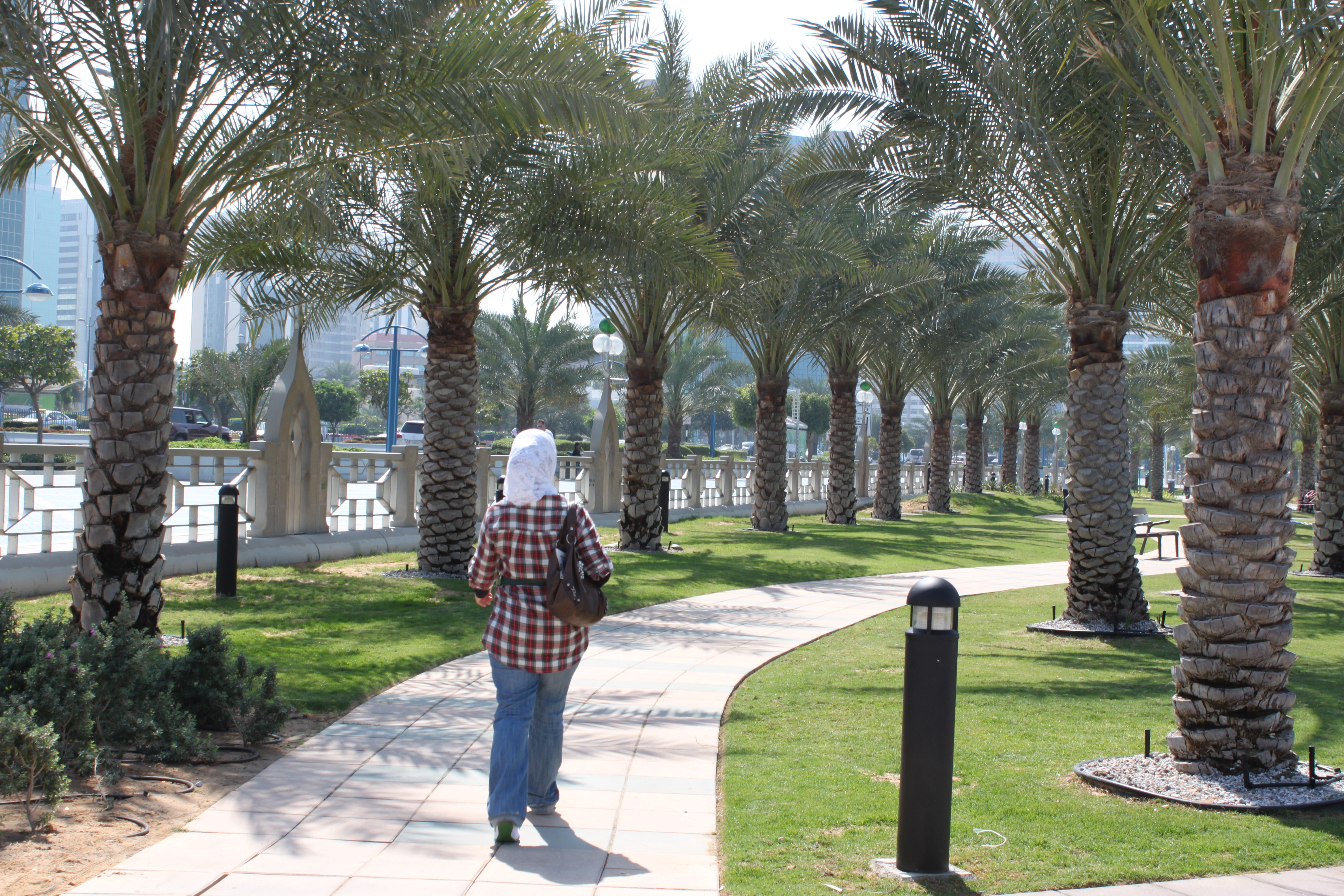
كورنيش أبو ظبي

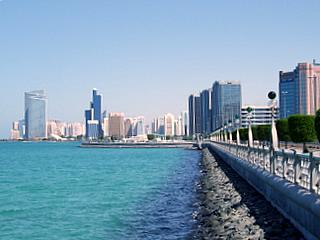
كورنيش أبو ظبي في أوائل العقد الأول من القرن الحادي والعشرين

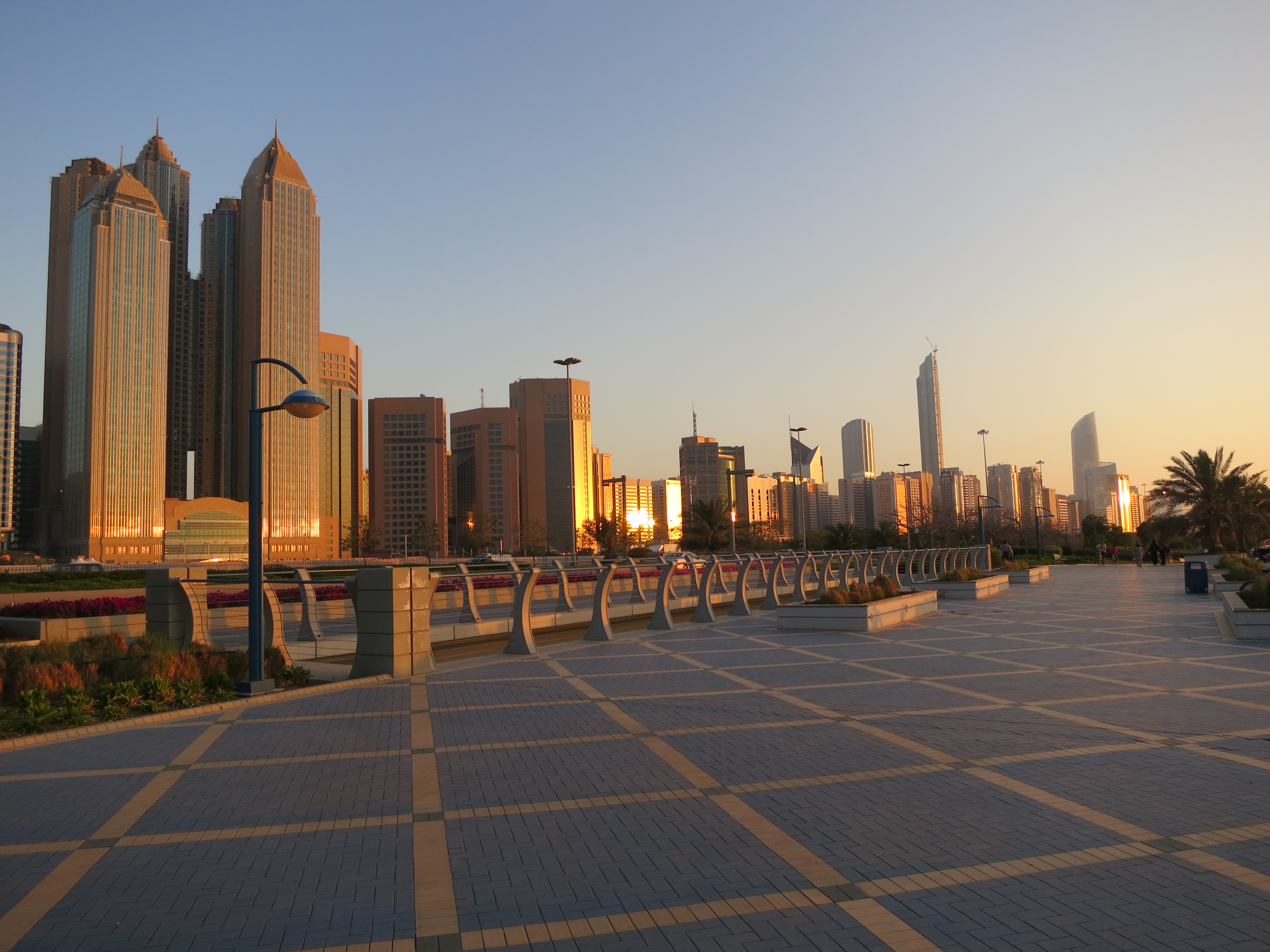
أفق أبوظبي من الكورنيش

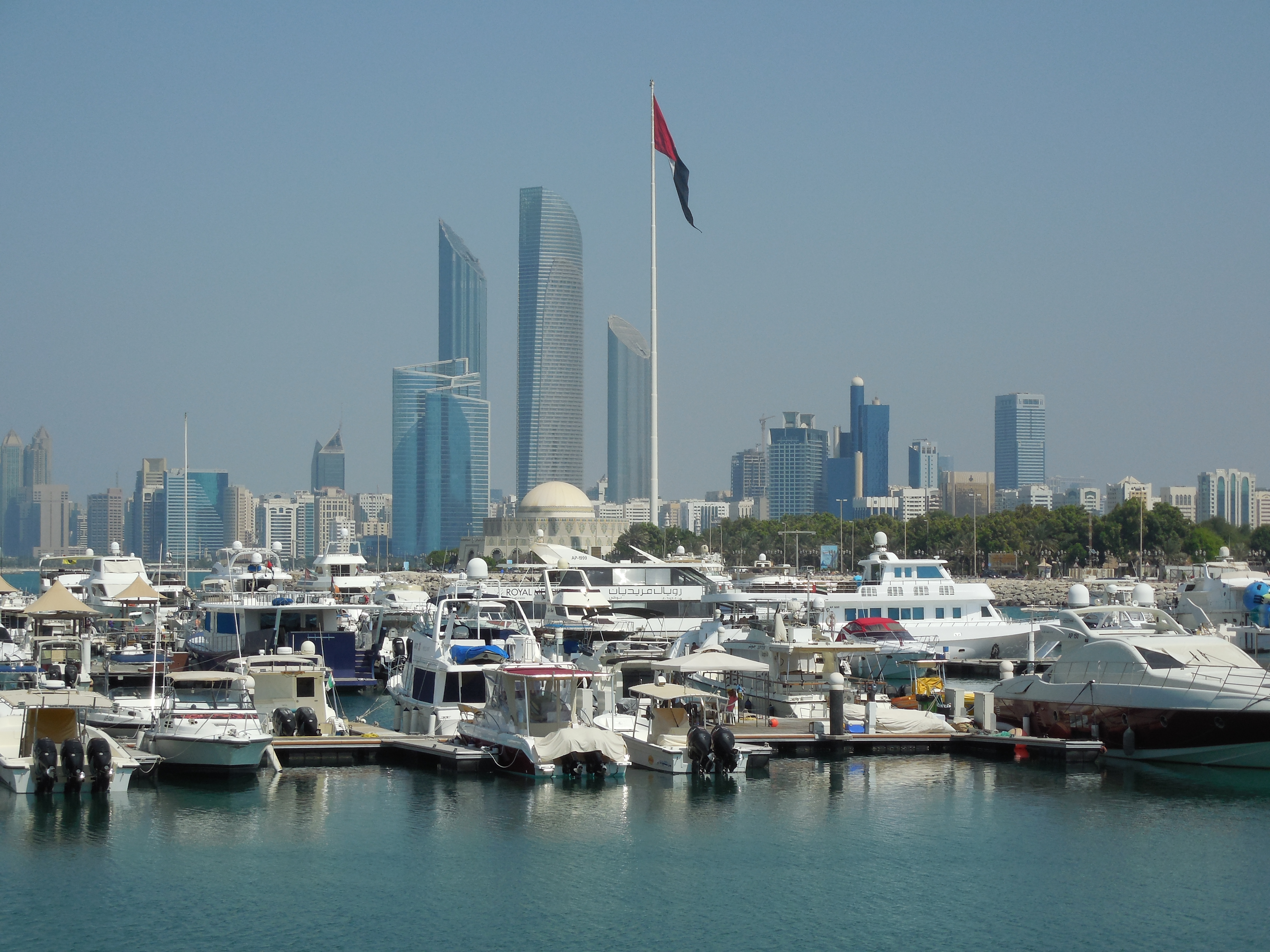
الكورنيش كما يظهر من مارينا مول

كورنيش أبو ظبي هو كورنيش في مدينة أبو ظبي، عاصمة الإمارات العربية المتحدة. ويمتد الكورنيش بطول 8 كيلومترات على شارع الكورنيش ابوظبي بالقرب من فندق هيلتون إلى حدود مدخله الرئيسي ما بعد شارع الخليج العربي.ويضم مناطق لعب للأطفال، وممرات منفصلة للمشاة والدراجات، ومطاعم، ومقاهي.
يُشكّل الكورنيش منحنى كاسح على الجانب الغربي من جزيرة أبوظبي وهو مليء بمسارات الدراجات والنوافير ومناطق المتنزهات. بين عامي 2002 و 2004، تم هدم برج الساعة ونافورة البركان والتي كانت تقع على كورنيش أبوظبي قبل الإنشاءات الضخمة التي نُفذت فيه، تنتشر ترسبات كبيرة من الرمال في بعض الأجزاء من الكورنيش، حيث يستخدم الناس المنطقة كشاطئ عام. قبل سبعينيات القرن الماضي، كانت المنطقة الحالية التي يشغلها التي الكورنيش شاطئ تستخدم فيه المراكب الشراعية والسفن لنقل البضائع والأشخاص؛ في ذلك الوقت، لم يكن ميناء زايد موجودا.

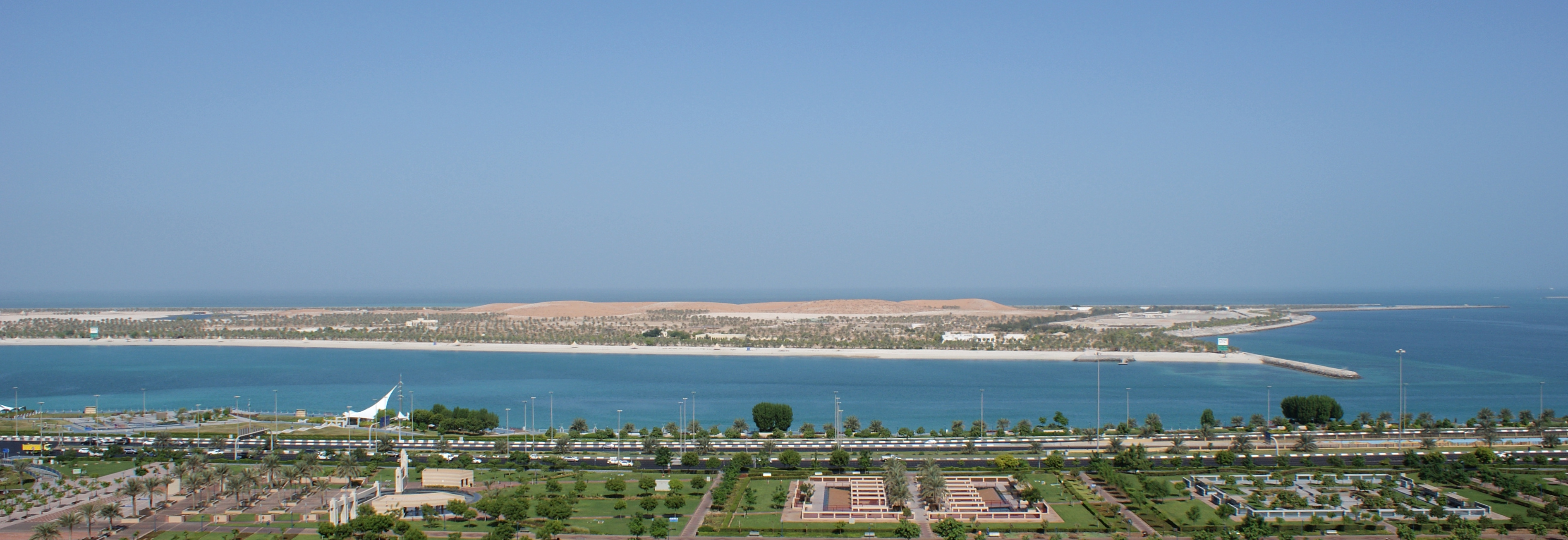
جزيرة اللولو من الكورنيش

يتميّز كورنيش أبو ظبي بإحاطته لعدد كبير من الأبراج الشاهقة وناطحات السحاب العالية، والتي تُطلّ على البحر ومرسى اليخوت وجزيرة اللؤلؤ، بالإضافة إلى توفّر العديد من الفنادق العالمية ذات الإطلالات البانورامية مثل فندق قصر الإمارات في أبو ظبي. حصل شاطئ أبو ظبي شهادة العلم الأزرق، التي تُعنى بالجودة البيئية، ويضمّ كورنيش أبو ظبي أكثر من 1,100 موقف مجاني للسيارات.
ينقسم الشاطئ إلى ثلاثة أقسام: الساحل عند البوابة رقم 4 وهو مخصص للأفراد والمجموعات، والبوابة رقم 2 للعائلات، والبوابة رقم 3 للعائلات والأطفال ويحيط بالقسمين 2 و 3 سياج يحجب الرؤية عمَن هم خارج الشاطئ.
يقع مارينا مول على الجانب الآخر من الكورنيش ويُمكن الوصول إليه عبر طريق حاجز الأمواج. رُفع علم الإمارات العربية المتحدة على مارينا مول وكان يحمل الرقم القياسي لكونه أطول سارية علم في العالم في 2001.
أُغلق شاطئ مُخصص للنساء في أبو ظبي، بسبب أعمال البناء التي كانت منتشرة قرب قصر الإمارات.
وقد حصل كورنيش أبو ظبي على شهادة الاتحاد العالمي للمعاقين وذلك نظراً لاحتوائه على كافة مستلزمات إسعاد أصحاب الهمم ومساعدتهم في أداء أنشطتهم الرياضية والترفيهية والاستجمامية.

## حديقة شاطئ كورنيش أبوظبي
تضم حديقة شاطئ كورنيش أبوظبي مساحات خضراء واسعة وقد حصلت على جائزة “العلم الأخضر” العالمية كأفضل حديقة شعبية في العالم، وفق تصويت أجرته منظمة جائزة العلم الأخضر- المملكة المتحدة.، وهي جائزة دولية للحدائق التي تلبي المعايير العالمية. كما تضم حديقة الكورنيش سينما خارجية، ومسرح، ومنطقة للمغامرات، وملاعب في الهواء الطلق، وصالة رياضية خارجية، وحديقة مائية، بالإضافة الى المطاعم والأكشاك 

## معرض الصور

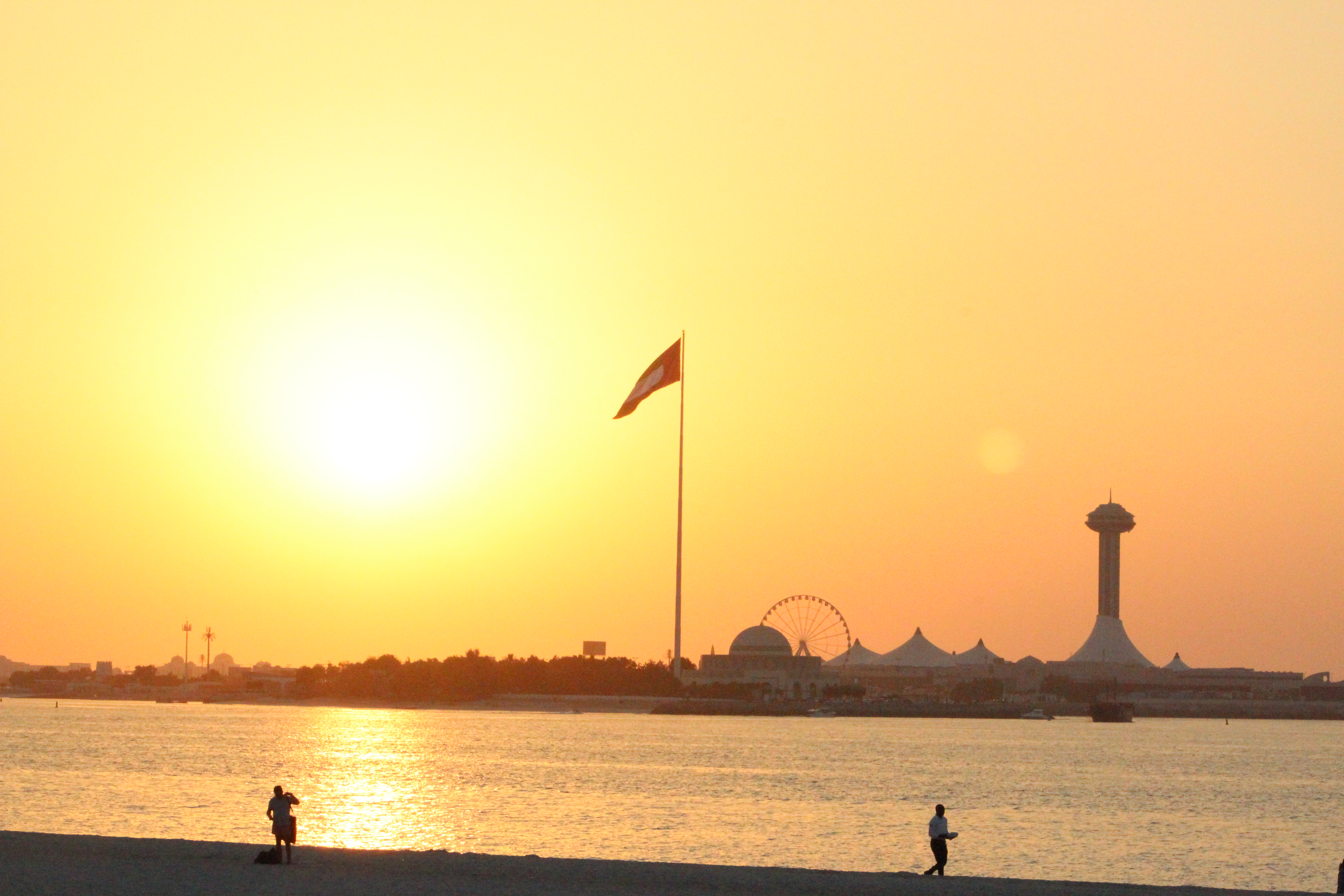
كورنيش أبوظبي وقت الغروب
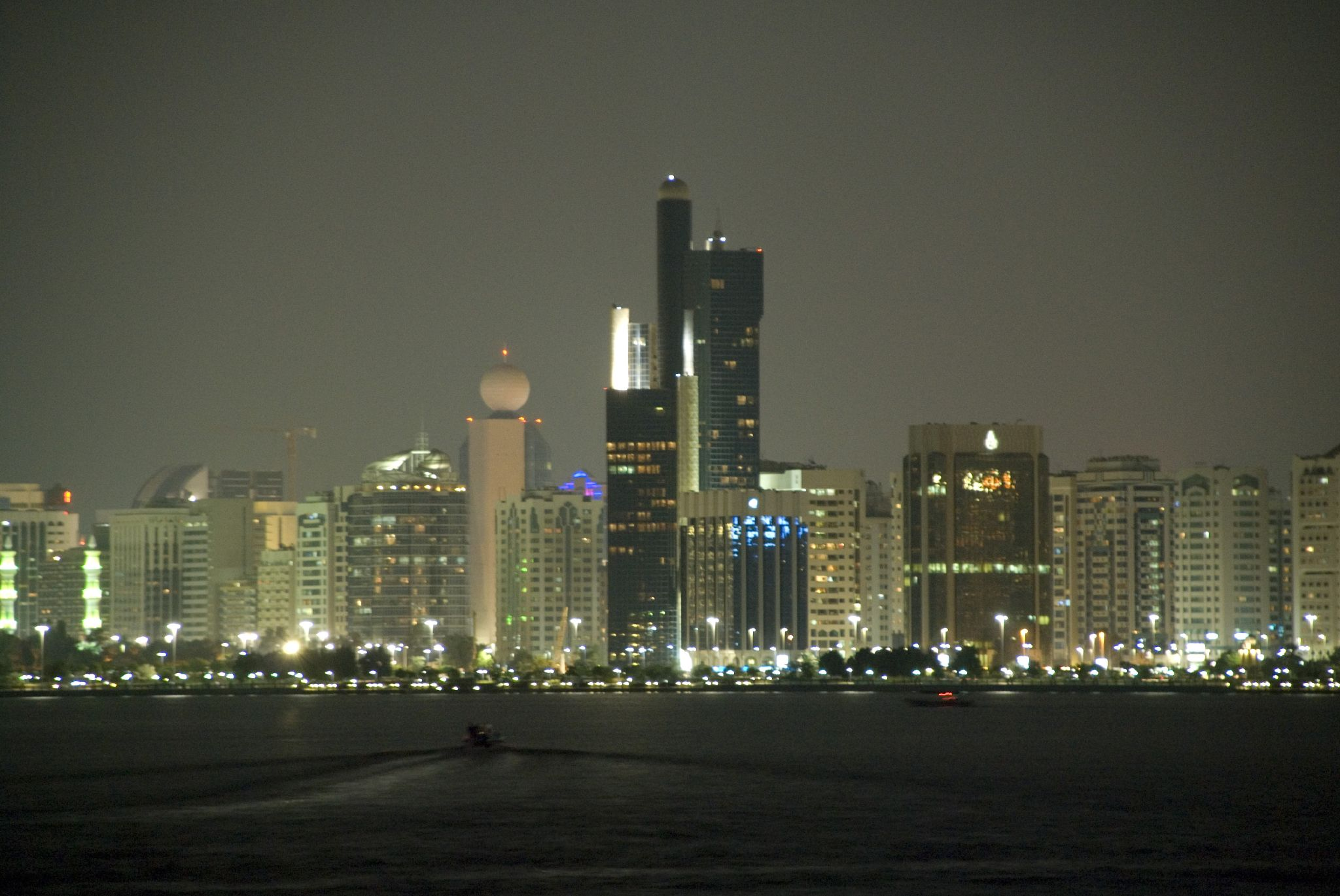
كورنيش أبوظبي من مارينا مول ليلاً
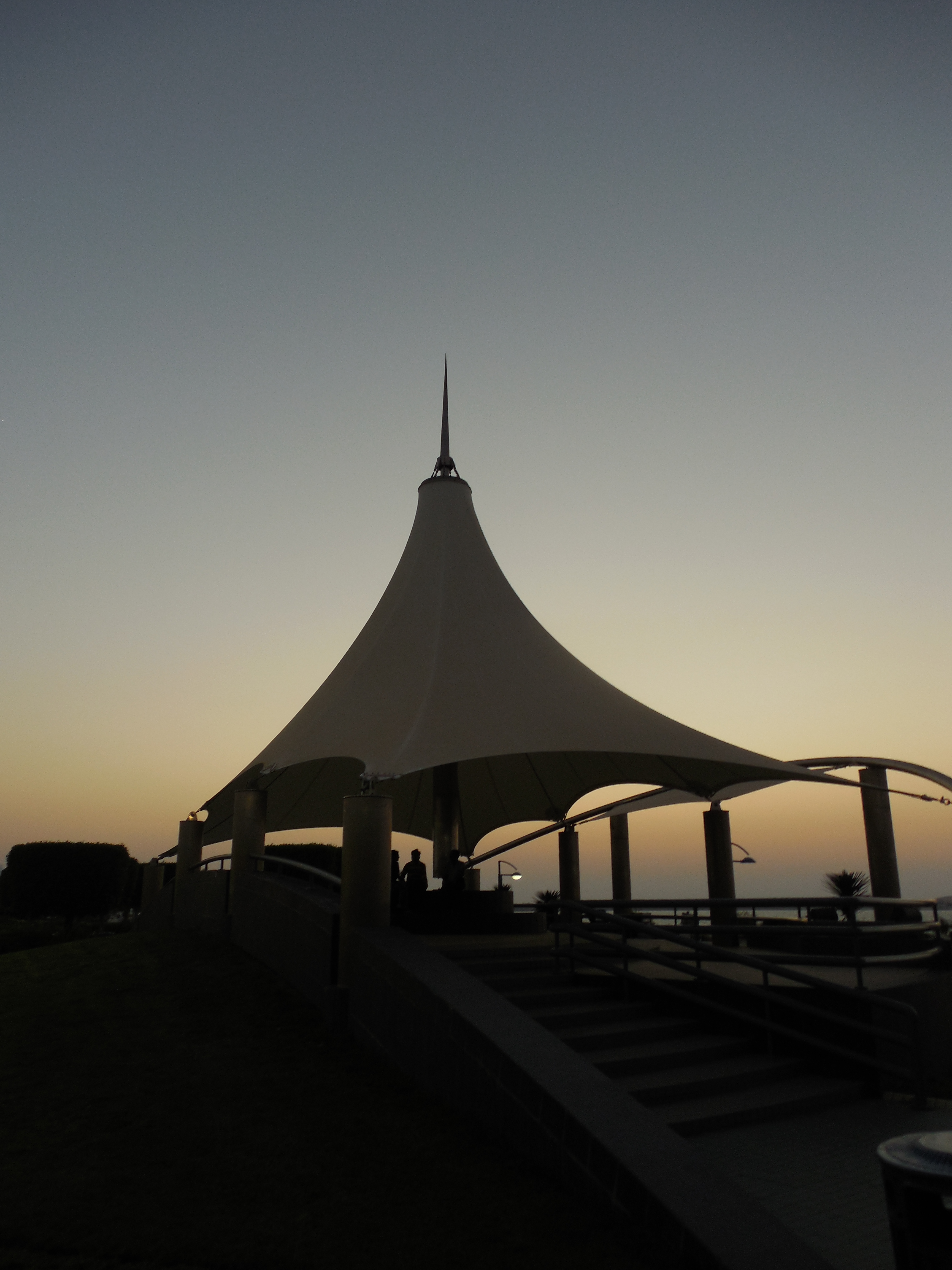
أحد أماكن الاسترخاء على كورنيش أبوظبي
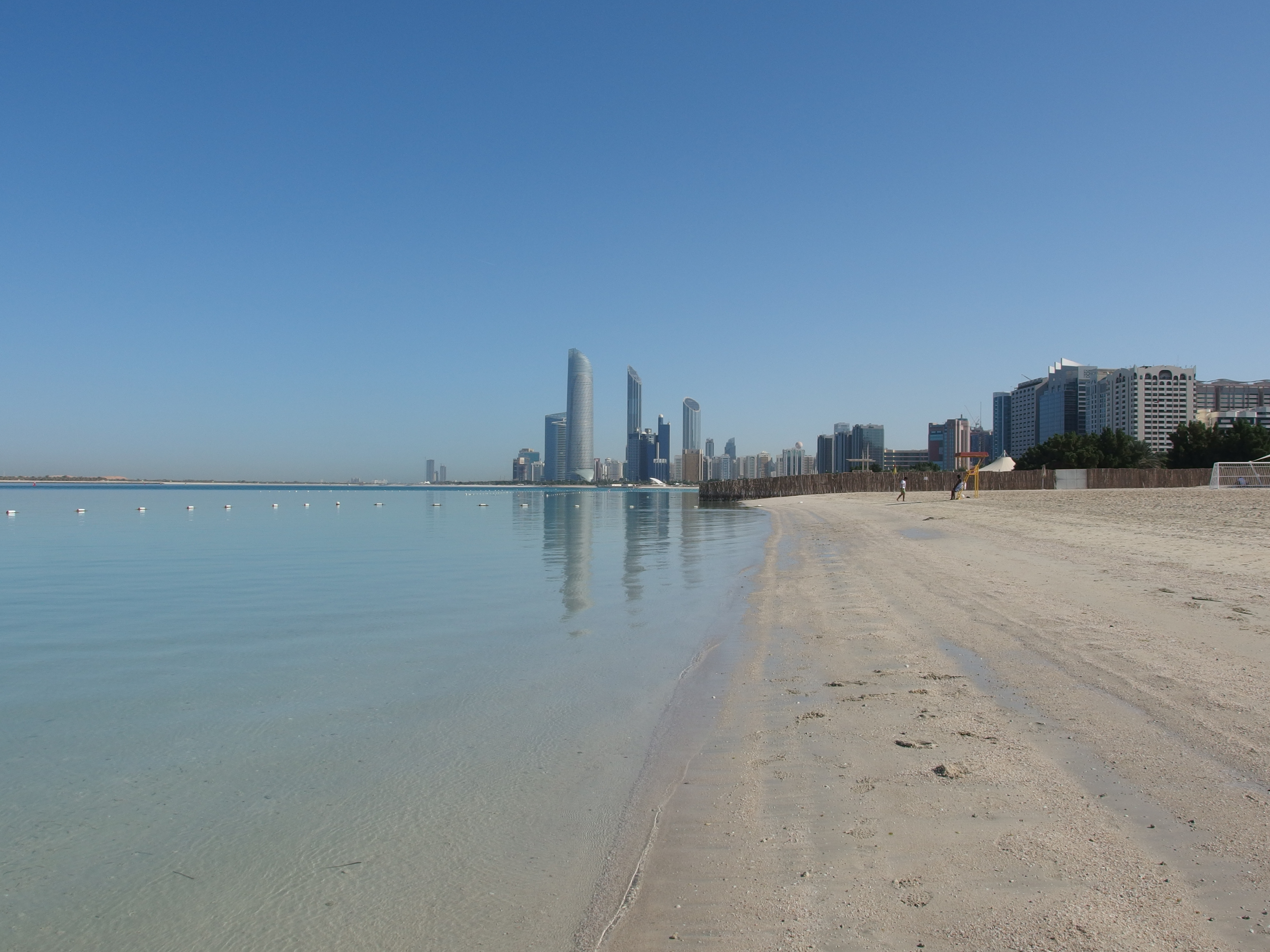
شاطئ كورنيش أبوظبي

## وصلات خارجية
- كورنيش أبوظبي